# Spider-Man: Homecoming
Spider-Man: Homecoming (bra: Homem-Aranha: De Volta ao Lar; prt: Homem-Aranha: Regresso a Casa) é um filme estadunidense de super-herói de 2017, baseado no personagem Homem-Aranha da Marvel Comics, coproduzido pela Columbia Pictures e Marvel Studios e distribuído pela Sony Pictures Releasing. É o segundo reboot do Homem-Aranha no cinema, o décimo sexto filme do Universo Cinematográfico Marvel e o décimo filme da série de filmes Homem-Aranha. O filme é dirigido por Jon Watts, com um roteiro de Jonathan Goldstein e John Francis Daley, Watts e Christopher Ford, e Chris McKenna e Erik Sommers. O elenco é composto por Tom Holland, Michael Keaton, Jon Favreau, Zendaya, Donald Glover, Jacob Batalon, Laura Harrier, Tony Revolori, Bokeem Woodbine, Tyne Daly, Marisa Tomei e Robert Downey Jr. Em Spider-Man: Homecoming, Peter Parker tenta equilibrar sua vida de super-herói com sua vida escolar enquanto ele enfrenta o Abutre.
Em fevereiro de 2015, a Marvel Studios e a Sony Pictures chegaram a um acordo para compartilhar os direitos de personagem do Homem-Aranha, integrando o personagem no estabelecido UCM. No mês de junho seguinte, Holland foi escolhido como personagem-título, enquanto Watts foi contratado para dirigir, seguido pouco depois pelo escalação de Tomei e a contratação de Goldstein e Daley para escrever o roteiro. Em abril de 2016, o título do filme foi revelado, juntamente com escalações adicionais, incluindo Downey. As filmagens começaram em junho de 2016 no Pinewood Atlanta Studios em Condado de Fayette, Geórgia e continuaram em Nova York antes de serem concluídas em Berlim no mês de outubro. Durante as filmagens, Watts, Christopher Ford, Erik Sommers e Chris McKenna foram revelados como roteiristas adicionais e outros membros do elenco foram confirmados.
Spider-Man: Homecoming estreou no TCL Chinese Theatre em Hollywood em 28 de junho de 2017, sendo lançado nos Estados Unidos em 7 julho de 2017 nos formatos convencional, 3D, IMAX e IMAX 3D. No Brasil e em Portugal, a estreia ocorreu em 6 de julho de 2017. Arrecadou mais de US$ 880 milhões mundialmente, tornando-se o quarto filme mais bem sucedido do Homem-Aranha, o sexto longa-metragem de maior bilheteria de 2017 no mercado interno, Estados Unidos e Canadá, e o quinto de maior arrecadação pelo mundo. O filme recebeu críticas positivas, destacando-se as performances do elenco, em especial Holland, o tom e as sequências de ação. Duas sequências foram lançadas: Spider-Man: Far From Home (2019) e Spider-Man: No Way Home (2021). Uma nova trilogia de filmes live-action da Sony e da Marvel Studios está em desenvolvimento, se iniciando com Spider-Man: Brand New Day (2026).

## Enredo
Após a Batalha de Nova York em 2012, Adrian Toomes e sua empresa de salvamento são contratados para limpar a cidade, mas sua operação é assumida pelo Departamento de Controle de Danos de Tony Stark. Enfurecido, Toomes persuade seus funcionários a não devolverem a tecnologia Chitauri que eles já limparam e usá-la para criar e vender armas avançadas. Em 2016, Peter Parker é recrutado para os Vingadores de Stark para ajudar com uma disputa interna, mas retoma seus estudos na Escola Midtown de Ciência e Tecnologia quando Stark lhe diz que ele ainda não está pronto para se tornar um Vingador completo.
Parker sai da equipe acadêmica de decathlon para passar mais tempo se concentrando em suas atividades de combate ao crime como o Homem-Aranha. Uma noite, depois de impedir que criminosos roubassem um caixa eletrônico com suas armas avançadas de Toomes, Parker retorna ao seu apartamento no Queens, onde seu melhor amigo Ned descobre sua identidade secreta. Em outra noite, Parker se depara com os associados de Toomes, Jackson Brice / Shocker e Herman Schultz, vendendo armas ao criminoso local Aaron Davis. Parker quase se afoga e é resgatado por Stark, que está monitorando o traje do Homem-Aranha que ele deu a Parker e o adverte contra o envolvimento com criminosos perigosos. Toomes acidentalmente mata Brice com uma de suas armas, e Schultz se torna o novo Shocker.
Parker e Ned estudam uma arma deixada por Brice, removendo seu núcleo de energia. Quando um dispositivo de rastreamento em Schultz leva a Maryland, Parker se junta novamente à equipe de decatlo e os acompanha para Washington, D.C. para seu torneio nacional. Ned e Parker desativam o rastreador de Stark implantado no traje do Homem-Aranha e desbloqueiam seus recursos avançados. Parker tenta impedir Toomes de roubar um caminhão do Departamento de Controle de Danos, mas fica preso dentro do próprio caminhão, e não participa do torneio de decatlo. Quando ele descobre que o núcleo de poder é uma granada Chitauri instável, Parker corre para o Monumento a Washington, onde o núcleo explode e prende Ned e seus amigos em um elevador. Evitando as autoridades locais, Parker salva seus amigos, incluindo sua colega de classe e crush Liz. Voltando a Nova York, Parker persuade Aaron Davis a revelar o paradeiro de Toomes. A bordo da Balsa de Staten Island, Parker captura o novo comprador de Toomes, Mac Gargan. mas Toomes escapa e uma arma com defeito arranca a balsa pela metade. Stark ajuda Parker a salvar os passageiros antes de adverti-lo por sua imprudência e tirar o traje dele.
Parker não conseguiu convencer Stark a deixá-lo ficar com o traje, ele retorna à vida de ensino médio e eventualmente Parker convida Liz para ir ao baile com ele. Na noite da dança, Parker descobre que Liz é a filha de Toomes. Deduzindo a identidade secreta de Parker, Toomes ameaça retaliação se ele interferir com seus planos. Durante a dança, Parker percebe que Toomes está planejando sequestrar um avião do Departamento de Controle de Danos transportando armas da Torre dos Vingadores para a nova base da equipe. Parker deixa o baile, e veste seu antigo traje caseiro de Homem-Aranha. Ele é primeiro emboscado por Schultz, mas o derrota com a ajuda de Ned. Toomes destrói as vigas de suporte do edifício e deixa Parker para morrer. Parker ficou preso, ele grita mais alto de pânico, mas Stark não apareceu mais. Com ou sem o traje, ele é capaz de fazer tudo sozinho para Stark querer ajudá-lo ou não, ele consegue escapar dos escombros e intercepta o avião, dirigindo-o para bater na praia perto de Coney Island. Ele e Toomes se envolvem em um confronto aberto que termina com Parker salvando a vida de Toomes de seu próprio equipamento instável e o deixando para a polícia junto com a carga do avião. Após a prisão de seu pai, Liz e sua mãe se afastam, e Stark se desculpa ter duvidado do Parker e pelo traje, depois, Parker recusa um convite do Stark para se juntar aos Vingadores em tempo integral; Stark então propõe casamento para Pepper Potts. Voltando ao seu apartamento, Parker descobre que Stark foi convencido e devolveu seu traje e o coloca enquanto sua Tia May se aproxima dele.
Em uma cena no meio dos créditos, Gargan, também preso, se aproxima de Toomes na prisão e o avisa sobre um grupo que planeja vingança contra o Homem-Aranha. Logo em seguida, Gargan diz ter ouvido que Toomes sabe a identidade do Aranha e o questiona sobre isso, porém Toomes mente, dizendo não saber e alegando que se ele soubesse, o aracnídeo já estaria morto, o que deixa Gargan desconfiado. Na cena pós-créditos, o Capitão América aparece para dar um recado sobre as "virtudes de ter paciência".

## Elenco e personagens

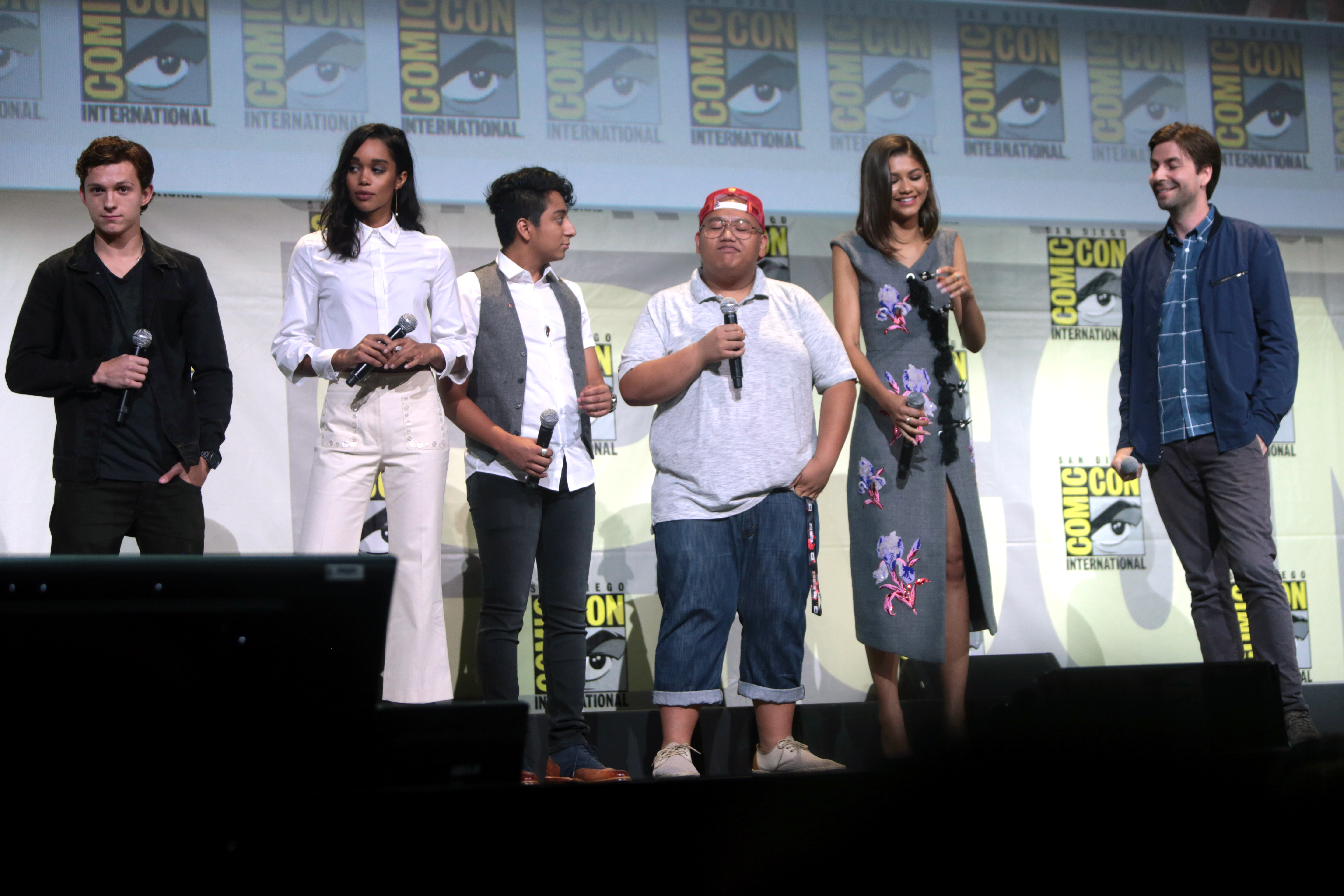
(E:D) Tom Holland, Laura Harrier, Tony Revolori, Jacob Batalon, Zendaya e o diretor Jon Watts promovendo Spider-Man: Homecoming na San Diego Comic Con International 2016.

- Tom Holland como Peter Parker / Homem-Aranha: Um jovem de 15 anos que recebeu habilidades semelhantes as de uma aranha, depois de ser mordido por uma aranha geneticamente alterada.[9] Os produtores Kevin Feige e Amy Pascal ficaram impressionados com as performances de Holland em O Impossível, Wolf Hall e In the Heart of the Sea, além de seus inúmeros testes de tela para o papel.[10] Holland afirmou que se inspiraria em Tobey Maguire e Andrew Garfield, os atores anteriores do Homem-Aranha, mas esperando entregar algo "novo e excitante" com sua visão do personagem.[10] Holland explicou: "Este é um lado muito diferente do Homem-Aranha, porque você vai ver um garoto lidando com problemas cotidianos que um garoto de 15 anos lida, além de tentar salvar a cidade."[11] Holland frequentou o Escola de Ciências do Bronx no Bronx por alguns dias para se preparar para o papel.[12] Enquanto lá, ele contou a alguns dos alunos que ele estaria interpretando o Homem-Aranha, que não acreditavam nele, o que Holland achou que seria bem sucedido no filme, onde outros personagens não suspeitariam de Parker ser o Homem-Aranha.[13] Holland inicialmente assinou seis filmes do UCM, incluindo três filmes do Homem-Aranha.[14]
- Michael Keaton como Adrian Toomes / Abutre: O ex-proprietário da Toomes Salvage Company, que se tornou um traficante de armas depois que sua empresa foi forçada a sair do mercado. Ele usa um traje com asas mecânicas forjadas da tecnologia Chitauri.[15] O diretor Jon Watts afirmou que Toomes seria diferente de outros vilões do UCM como Thanos e Ultron, dizendo: "É divertido pensar que se Homem-Aranha é um garoto normal que se torna um super-herói, tem de haver também um monte de caras normais que se tornam super-vilões."[16] Isso ajudou a evitar a questão do vilão do filme chamar a atenção dos Vingadores, e forneceu alguém que Parker seria capaz de vencer enquanto ainda estivesse aprendendo a usar suas habilidades.[17] Keaton disse que Toomes não era completamente vilão, como "há partes dele que você fica meio: 'Quer saber? Talvez eu entenda ele.'"[18] O co-produtor Eric Hauserman Carroll comparou Toomes a um "Tony Stark sombrio",[15] Keaton não hesitou em interpretar outro personagem de quadrinhos, depois de interpretar o Batman no filme de 1989 de Tim Burton e sua sequência de 1992.[18]
- Jon Favreau como Happy Hogan: O ex-chefe de segurança das Indústrias Stark e motorista e guarda-costas de Tony Stark.[19] Hogan está "cuidando" de Parker no filme, com Favreau dizendo que Parker "precisa de alguém para ajudá-lo".[20] Favreau interpretou Hogan nos filmes do Homem de Ferro, tendo também dirigido os dois primeiros filmes daquela trilogia, e descreveu retornar como apenas um ator como "muito divertido" e "menos responsabilidade", permitindo-lhe "manter o relacionamento com o UCM ... Especialmente quando os cineastas estão tomando conta de você, dos personagens e da história. Se você está em boas mãos, é ótimo voltar e brincar no mundo de outro personagem."[21]
- Zendaya como Michelle "MJ" Jones: Uma colega de classe de Parker.[22][23] Zendaya a chamou de estranha, mas intelectual, "ela simplesmente sente que não precisa falar com as pessoas".[24] Ela acrescentou que foi "refrescante" que Michelle era estranha e diferente, sentindo que "muitos jovens—especialmente mulheres jovens—podem se relacionar com isso".[25] Watts comparou a personagem com Allison Reynolds, interpretada por Ally Sheedy, em The Breakfast Club, e Lindsay Weir, interpretada por Linda Cardellini, em Freaks and Geeks.[26] A personagem não é uma adaptação de Mary Jane Watson, mas recebeu as iniciais "MJ" como uma "homenagem".[27] Feige acrescentou que Michelle não está "obcecada" com Parker como Mary Jane às vezes nos quadrinhos, "ela é apenas observadora."[27]
- Donald Glover como Aaron Davis / Gatuno: Um criminoso que procura comprar armas de Toomes.[28][29] Davis é o tio de Miles Morales, uma versão do Homem-Aranha nos quadrinhos. Glover dublou Morales na série de televisão Ultimate Spider-Man. O papel foi concebido como "um deleite surpresa para os fãs", com Davis mencionando seu sobrinho para levantar a possibilidade de Morales aparecer em um futuro filme do UCM.[29]
- Jacob Batalon como Ned Leeds: O melhor amigo de Parker, um "completo gamer",[30] o qual Balaton descreveu como "um grande nerd que ama todas as coisas de super-herói" e o "ajudante dedicado" do Homem-Aranha.[31] Enquanto no filme o personagem não tem um sobrenome, nos quadrinhos há um personagem chamado Ned Leeds. Carroll disse que Ned e outros personagens do filme são combinações de vários personagens dos quadrinhos do Homem-Aranha, e embora Ned pode eventualmente terminar com o sobrenome "Leeds", não é garantido.[32]
- Laura Harrier como Liz Toomes Allen: O interesse amoroso de Parker e a filha de Toomes.[33]
- Tony Revolori como Flash Thompson: O rival de Parker.[33][34] Revolori observou que o personagem é geralmente retratado como branco nos quadrinhos, dizendo: "Eu sei o quão importante o personagem é para os fãs de quadrinhos, por isso estou tentando fazer-lhe justiça."[33] Em vez de ser um atleta fisicamente imponente, Thompson foi re-imaginado como "um filho rico e presunçoso" para refletir as visões modernas do bullying.[35] O personagem de Revolori foi originalmente nomeado como Manuel.[36]
- Bokeem Woodbine como Herman Schultz / Shocker: Um criminoso que usa versões modificadas das luvas de tiro do Ossos Cruzados.[15][37][38][39]
- Tyne Daly como Anne Marie Hoag: A chefe do Departamento de Controle de Danos dos Estados Unidos.[40][41]
- Marisa Tomei como May Parker: A tia de Peter.[42][43] Os primeiros relatos da escalação de Tomei causaram reação nas mídias sociais, com os fãs de quadrinhos opinando que a atriz era "muito jovem e atraente para retratar a personagem",[44] especialmente depois que a personagem havia sido interpretada anteriormente por atrizes mais velhas do que Tomei. Com relação a isso, o co-roteirista de Capitão América: Guerra Civil, Stephen McFeely disse que, para o UCM, eles estavam tentando fazer Peter "tão naturalista quanto possível... Isso é em parte porque sua tia não tem 80 anos, se ela é a irmã de sua mãe morta, por que ela tem que estar duas gerações à frente?"[45] Outras reações por parte dos fãs de quadrinhos vem sobre a falta de Ben Parker (tio Ben) no UCM, em resposta a isso, John Watts, em uma entrevista disse que o tio Ben existia dentro do Universo Cinematográfico Marvel, só nunca foi mencionado.[46][47] Em Spider-Man: Far From Home (2019), um easter egg do tio Ben aparece em uma mala que Peter leva a Europa, dando a entender que Ben existe no MCU.
- Robert Downey Jr. como Tony Stark / Homem de Ferro: Um auto-intitulado gênio, bilionário, playboy e filantropo com trajes eletromecânicos de sua própria invenção, que é o mentor de Parker e é o criador do Departamento de Controle de Danos dos Estados Unidos.[38][48] O presidente da Sony Pictures Motion Picture Group, Thomas Rothman, observou que, além da vantagem comercial de apresentar Downey no filme, a inclusão de Stark foi importante devido à relação estabelecida entre ele e Parker em Capitão América: Guerra Civil.[49] Watts observou que, após as ações de Stark em Guerra Civil, introduzido Parker para a vida como um Vingador, há "muitas repercussões para isso. É um primeiro passo para Tony como uma espécie de mentor? Ele está confortável com isso?"[50] O co-roteirista Jonathan Goldstein comparou Stark com o personagem de Ethan Hawke em Boyhood.[17]

Além disso, Gwyneth Paltrow, Kerry Condon e Chris Evans reprisam seus papéis como Pepper Potts, a inteligência artificial Sexta-feira e Steve Rogers / Capitão América de filmes anteriores do UCM, respectivamente. Rogers aparece em anúncios de serviço público exibidos na escola de Parker.
Garcelle Beauvais interpreta Doris Toomes, a esposa de Adrian e a mãe de Liz, e Jennifer Connelly fornece a voz de Karen, a inteligência artificial no traje de Parker. Hemky Madera aparece como o Sr. Delmar, o dono de uma bodega local. Logan Marshall-Green interpreta outro Shocker, Jackson Brice. Michael Chernus interpreta Phineas Mason / Consertador, e Michael Mando aparece como Mac Gargan. Os facultativos da escola secundária de Parker incluem: Kenneth Choi, que anteriormente interpretou Jim Morita no UCM, como descendente de Jim, Diretor Morita; Hannibal Buress como Coach Wilson, professor de ginástica da escola, que ele descreveu como "um dos personagens idiotas que não percebem [que Parker é] o Homem-Aranha"; Martin Starr, que anteriormente teve um papel não-falante em O Incrível Hulk creditado como "Nerd do Computador", como Sr. Harrington, professor e treinador acadêmico de Decathlon; Selenis Leyva como Sra. Warren; e Tunde Adebimpe como Sr. Cobbwell. Os colegas de classe de Parker incluem: Isabella Amara como Sally; Jorge Lendeborg Jr. como Jason Ionello; Abraham Attah como Abraham; Tiffany Espensen como Cindy Moon; Angourie Rice como Betty Brant; Michael Barbieri como Charles; e Ethan Dizon como Tiny. Martha Kelly aparece no filme como uma guia de turismo, e Kirk Thatcher faz uma aparição cameo como um "punk", uma homenagem ao seu papel em Star Trek IV: The Voyage Home. O co-criador do Homem-Aranha, Stan Lee, faz uma aparição cameo como Gary, residente de um apartamento em Nova York, que testemunha o confronto de Parker com um vizinho. Jona Xiao foi escalada em um papel não revelado, mas não apareceu no corte final do filme.

## Dubladores no Brasil
- Estúdio de dublagem: Delart[82]
- Direção de dublagem:  Manolo Rey[82]
- Cliente: Sony[82]
- Tradução: Mário Menezes[82]

Elenco
- Peter Parker: Wirley Contaifer[82]
- Ned: Fred Mascarenhas[82]
- Toomes: Garcia Jr.[82]
- Liz: Bruna Laynes[82]
- Tony Stark: Marco Ribeiro[82]
- Karen: Angélica Borges[82]
- Happy Hogan: Mário Tupinambá[82]
- Schultz: Maurício Berger[82]
- Mason: Alexandre Moreno[82]
- Flash: João Cappelli[82]
- Hoag: Marize Motta[82]
- Tia May: Andrea Murucci[82]
- Michelle: Ana Elena Bittencourt[82]
- Ionello: Cadu Paschoal[82]
- Harrington: Hercules Franco[82]
- Abe: Yan Gesteira[82]
- Cindy: Marianna Alexandre[82]
- Jason: Ícaro Amado[82]
- Aaron: Daniel Müller[82]
- Ford: Leo Rabelo[82]
- Cobwell: Flavio Back[82]
- Morita: Paulo Bernardo[82]
- Sally: Hannah Buttel[82]
- Warren: Claudia Ricart[82]
- Betty: Erika Menezes[82]
- Seymour: Guilherme Nunes[82]
- Tiny: Joao Victor Granja[82]
- Friday: Izabel Lira[82]
- Wilson: Malta Jr.[82]
- Marjorie: Carmen Sheila[82]
- Gary: Carlos Seidl[82]
- Gargan: Claudio Galvan[82]
- Capitão: Duda Espinoza[82]
- Brice: Leo Martins[82]
- Pepper: Silvia Goiabeira[82]

## Produção

### Desenvolvimento
"Queremos mostrar o Homem-Aranha nos tempos do ensino médio porque, francamente houve cinco filmes do Homem-Aranha e... há tantas coisas dos quadrinhos que não foram feitas ainda. Não só personagens e vilões ou personagens secundários, mas outros lados desse personagem. Acho que foi no meio do primeiro filme [de Sam Raimi] que ele se formou no ensino médio. No início do segundo filme de Marc Webb, ele já se formou no ensino médio. Alguns de meus arcos de histórias favoritos do Homem-Aranha ele está no colegial. Queremos explorar isso. Que também o torna muito, muito diferente de qualquer um dos nossos outros personagens no Universo Cinematográfico Marvel."

—Kevin Feige, Presidente da Marvel Studios
Após o ataque de hackers nos computadores da Sony em novembro de 2014, e-mails entre a co-presidente da Sony Pictures Entertainment, Amy Pascal, e o presidente Doug Belgrad foram liberados afirmando que a Sony queria a Marvel Studios para produzir uma nova trilogia de filmes do Homem-Aranha enquanto a Sony manteria o "controle criativo, marketing e distribuição". As discussões entre Sony e Marvel quebraram, e Sony planejou prosseguir com sua próprio calendário e filmes do Homem-Aranha. No entanto, em fevereiro de 2015, a Sony Pictures e a Marvel Studios anunciaram que iriam lançar um novo filme do Homem-Aranha com Kevin Feige e Pascal produzindo. O personagem apareceria primeiramente em um filme anterior do Universo Cinematográfico Marvel, mais tarde revelado para ser Capitão América: Guerra Civil. A Marvel Studios exploraria oportunidades para integrar personagens do UCM em futuros filmes de Homem-Aranha, que a Sony Pictures continuaria a financiar, distribuir e ter o controle criativo final. Ambos os estúdios têm a capacidade de encerrar o acordo em qualquer ponto, e nenhum dinheiro foi trocado com o acordo. A Lone Star Funds também co-financiou o filme com a Sony, através de seu acordo com a LSC Film Corporation, cobrindo 25% do orçamento de US$ 175 milhões.
Feige afirmou que a Marvel estava trabalhando para adicionar o Homem-Aranha ao UCM, pelo menos desde outubro de 2014, quando anunciaram sua lista completa de filmes da Fase Três, dizendo: "A Marvel não anuncia nada oficialmente até que seja gravada em pedra. Foi adiante com aquele Plano A em outubro, com o Plano B sendo, se [o acordo] fosse acontecer com a Sony, como tudo iria mudar. Nós temos pensado sobre [o filme do Homem-Aranha] desde que estivéssemos pensando na Fase Três". Foi revelado que Avi Arad e Matt Tolmach, produtores da série Amazing Spider-Man do diretor Marc Webb, serviriam como produtores executivos, e que nem Webb nem o ator de Amazing-Spider-Man, Andrew Garfield, retornariam para o novo filme. Sony estava procurando um ator mais jovem do que Garfield para interpretar o Homem-Aranha, com Logan Lerman e Dylan O'Brien considerados os primeiros candidatos para assumir o papel.
Em março de 2015, Drew Goddard, o criador da série Demolidor, da Netflix, estava sendo considerado para escrever e dirigir o filme. Goddard, que anteriormente estava ligado ao cancelado filme da Sony baseado no Sexteto Sinistro, disse mais tarde porque ele se recusou a trabalhar no novo filme: "eu acho que para o Homem-Aranha, eu realmente não tinha uma ideia. Parte disso aconteceu porque eu passei um ano escrevendo Sexteto Sinistro e acho que isso me afetou um pouco." No próximo mês, enquanto promovia Avengers: Age of Ultron, Feige afirmou que o personagem de Peter Parker teria de 15 a 16 anos, o que não seria uma história de origem, uma vez que "já houve duas releituras de sua origem nos últimos treze anos, então vamos tomar como certo que as pessoas já sabem disso e das especificidades." O tio Ben de Parker é referenciado no filme, mas não pelo nome. Mais tarde, em abril, foi relatado que Nat Wolff, Asa Butterfield, Tom Holland, Timothée Chalamet e Liam James estavam sob consideração pela Sony e Marvel para interpretar o Homem-Aranha, com Holland e Butterfield sendo os principais concorrentes.
Em maio de 2015, Jonathan Levine, Ted Melfi, Jason Moore, Jared Hess e a equipe de roteiristas de John Francis Daley e Jonathan Goldstein estavam sendo considerados para dirigir o filme. Butterfield, Holland, Judah Lewis, Matthew Lintz, Charlie Plummer e Charlie Rowe fizeram teste de tela para o papel principal, diante de Robert Downey Jr., que interpreta Tony Stark / Homem de Ferro no UCM, para "química". Os seis foram escolhidos a partir de uma pesquisa de mais de 1.500 atores para teste na frente de Feige, Pascal e os irmãos Russo, os diretores de Capitão América: Guerra Civil. No início de junho de 2015, Levine e Melfi se tornaram os favoritos para dirigir o filme, com Daley e Goldstein, e Jon Watts também em consideração, enquanto Feige e Pascal reduziram a lista de atores considerados para Holland e Rowe, com testes de tela com Downey novamente. Holland também testou com Chris Evans, que interpreta Steve Rogers / Capitão América no UCM, e se tornou o favorito. Em 23 de junho, a Marvel e a Sony anunciaram oficialmente que Holland seria o Homem-Aranha, e que Watts dirigiria o filme. Os Russo "estavam muito seguros de quem eles queriam para o papel", insistindo na escalação de um ator próximo à idade de Peter Parker para se diferenciar dos retratos anteriores. Eles elogiaram Holland por ele também ser um dançarino e um ginasta. Watts conseguiu ler o roteiro de Guerra Civil, conversar com os Russo e estar no set para as filmagens das cenas do Homem-Aranha nesse filme. Ele foi capaz de "ver o que eles estavam fazendo com ele" e fornecer "ideias sobre isso e aquilo". Sobre se juntar ao UCM e dirigir o filme, Watts disse: "Eu fiquei realmente entusiasmado com isso, porque os outros filmes mostraram o que eu descrevi como o nível Penthouse do mundo da Marvel, como é ser Thor, Homem de Ferro ... Mas o que é ótimo para o Homem-Aranha é que ele é um garoto normal e, por isso, ao mostrar sua história, você também mostra o que é o nível pé no chão em um mundo onde os Vingadores existem".
Antes de começar a dirigir o filme, Watts criou imagens de Nick Fury como mentor de Parker nos primeiros rascunhos, dizendo: " Eu não sei exatamente em que situação, mas essa certamente seria uma pessoa com quem ele gostaria de se meter em confusão." Feige disse que os filmes de John Hughes seriam uma grande influência e que o crescimento e desenvolvimento pessoal de Parker seria tão importante quanto seu papel como Homem-Aranha. Em julho de 2015, foi reportado que Marisa Tomei recebeu o papel de May Parker, a tia de Peter. Também foi revelado que Daley e Goldstein, depois de não terem conseguido a direção, começaram as negociações para escreverem o roteiro, e tiveram um prazo de três dias para apresentaram o argumento deles, ambos confirmados pouco depois, chegaram a um acordo para escreverem o roteiro. A dupla escolheu se concentrar nos aspectos do ensino médio do personagem e "o que seria ser um garoto real que tenha superpoderes", em vez do "drama e peso da tragédia que leva à origem do Homem-Aranha". Eles sentiram que isso o diferenciaria dos outros super-heróis do UCM também. Os roteiristas evitaram os arranha-céus de Manhattan por causa de quantas vezes eles foram usados nos outros filmes e, em vez disso, escreveram o personagem em locais como "os subúrbios, em um campo de golfe, na Balsa de Staten Island, Coney Island e até mesmo Washington, D.C." Eles também escolheram "focar em vilões mais "terrenos". Nada de dominação do mundo, apenas algo por dinheiro."
Em outubro de 2015, Watts disse que estava procurando fazer do filme uma história de coming-of-age para ver o crescimento de Parker, citando Say Anything..., Quase Famosos e Can't Buy Me Love como alguns de seus filmes favoritos nesse gênero. Foi esse aspecto do filme que inicialmente deixou Watts interessado em dirigi-lo, visto que ele já estava procurando fazer um filme adolescente quando soube que o novo Homem-Aranha seria mais jovem do que as encarnações anteriores. Watts re-leu os quadrinhos originais do Homem-Aranha em preparação para o filme, "Ele foi introduzido nos anos 60, quando eles já haviam construído um universo Marvel espectacular e louco ... E isso se encaixa muito bem com o que faço com esse filme, que é apresentá-lo ao UCM. Os quadrinhos específicos que Watts notou como posssíveis influências foram Ultimate Homem-Aranha e Spider-Man Loves Mary Jane. Em dezembro, Oliver Scholl assinou para ser o designer de produção do filme.

### Pré-produção

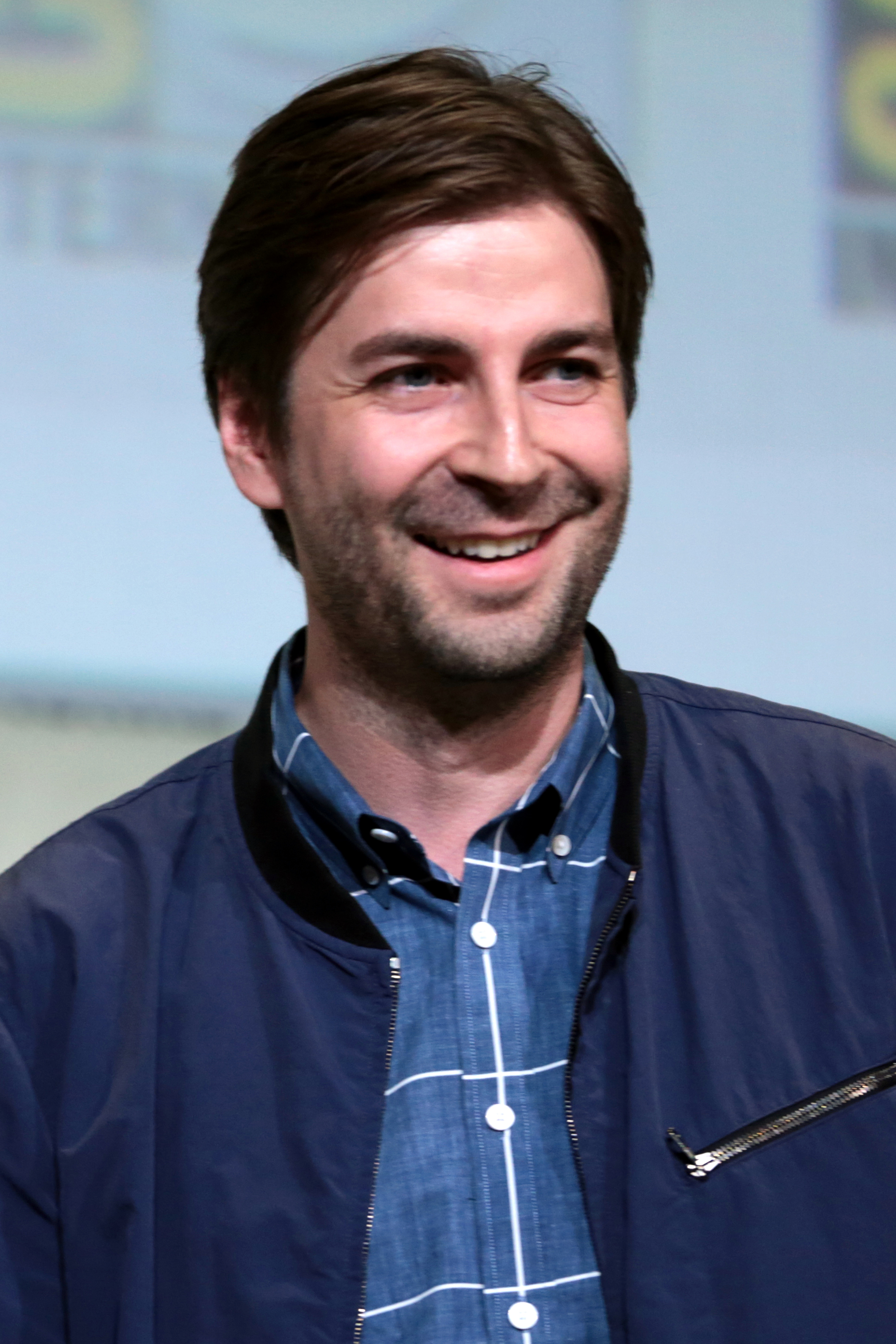
Watts promovendo Spider-Man: Homecoming na San Diego Comic-Con International 2016.

Watts queria muito pré-visualizar o filme, especialmente suas sequências de ação, como ele faz em todos os seus filmes. Para Homecoming, Watts trabalhou com uma equipe para "descobrir a linguagem visual para as sequências de ação e apenas ... você começa a tentar coisas antes de você estar realmente no set filmando elas", o que ajudou a prática de Watts devido à sua falta de experiência trabalhando em filmes de ação em grande escala. Para as sequências de "estilingue-aranha" no filme, Watts queria evitar os grandes movimentos de câmera "swoopy" que tinham sido usados anteriormente para essas cenas do Homem-Aranha: "Eu sempre ligo isso, a câmera de Peter Jackson se move, onde a câmera está indo como dez mil milhas. Mas eu não queria fazer isso por isso, porque queria manter tudo tão fundamentado quanto possível. Então, se estavamos filmando com uma câmera de drone ou um helicóptero ou uma câmera de cabo, ou mesmo apenas de mão, em cima de um telhado perseguindo ele, eu queria que parecesse estar lá com ele, e tudo era algo que você poderia realmente filmar."
Em janeiro de 2016, a Sony mudou a data de lançamento do filme de 28 de julho para 7 de julho de 2017, E disse que o filme seria remasterizado digitalmente para IMAX 3D na pós-produção. No início de março, Zendaya foi escalada, vencendo atrizes que também foram escolhidas como, Selena Gomez,Debby Ryan e Hailee Steinfield, e Tomei foi confirmada como May Parker. No mês seguinte, Feige confirmou que personagens de filmes anteriores do UCM apareceriam. Ele observou que o compartilhamento entre a Marvel e a Sony foi feito com "boa fé", e que "o acordo foi que é um filme da Sony Pictures ... Nós [da Marvel] somos os produtores criativos. Nós somos os que contratam o ator, o apresentando em [Guerra Civil]". O presidente da Sony Pictures, Thomas Rothman, acrescentou ainda que a Sony possui autoridade máxima para dar sinal verde, mas estavam deixando o controle criativo com a Marvel. Na CinemaCon 2016, a Sony anunciou o título do filme como Spider-Man: Homecoming, uma referência a tradição comum do ensino médio, assim como o personagem "chegando em casa" à Marvel e ao UCM. Tony Revolori e Laura Harrier se juntaram ao elenco como colegas de classe de Parker, e foi revelado que Downey Jr. estaria no filme como Stark. Watts observou que Stark "foi sempre uma parte da história do filme por causa de suas interações com Parker em Guerra Civil."
Também em abril, Michael Keaton entrou em negociações para interpretar um vilão, mas abandonou as discussões pouco depois, devido a conflitos de agenda com The Founder. Ele logo voltou a conversas para o papel depois de uma mudança no cronograma para esse filme, e fechou o acordo no final de maio. Em junho, Michael Barbieri foi escalado como um amigo de Parker, Kenneth Choi foi escalado como o diretor da escola secundária de Parker, e Logan Marshall-Green foi escalado como outro vilão ao lado do personagem de Keaton, enquanto Donald Glover e Martin Starr se juntaram ao elenco em papéis não revelados. Watts disse que queria que o elenco refletisse Queens como "um dos [mais] lugares mais diversificados do mundo", com Feige acrescentando que "queremos que todos se reconheçam em cada parte do nosso universo. [Com este elenco] especialmente, realmente parece que isso é absolutamente o que tem que acontecer e continuar." Além disso, Marvel tomou uma decisão consciente de evitar principalmente incluir ou referenciar personagens que apareceram em filmes anteriores do Homem-Aranha, exceto Peter e May Parker e Flash Thompson. Isso incluiu O Clarim Diário, com o co-produtor Eric Hauserman Carroll dizendo: "Nós brincamos com ele por um tempo, mas, novamente, não queremos ir por essa estrada imediatamente, e se fizermos um Clarim Diário, nós queremos fazê-lo de uma forma que se sente contemporânea." Isso também incluiu a personagem Mary Jane Watson, embora Michelle, interpretada por Zendaya, acabou recebendo as iniciais "MJ" como um aceno para essa personagem. Feige disse que o ponto é "se divertir com [referências] e, ao mesmo tempo, ter personagens diferentes que podem fornecer uma dinâmica diferente."
O traje do Homem-Aranha no filme tem mais melhorias técnicas do que os trajes anteriores, incluindo o logotipo no tórax sendo um drone remoto, um sistema de inteligência artificial semelhante ao J.A.R.V.I.S. de Stark, uma interface holográfica, um paraquedas, um dispositivo de rastreamento para Stark rastrear Parker, um aquecedor, um airbag, a capacidade de iluminar e a capacidade de aumentar a realidade com as peças dos olhos. Stark também constrói um protocolo de "rodas de treinamento", para limitar inicialmente o acesso da Parker a todos os seus recursos. Carroll notou que Marvel passou pelos quadrinhos e "puxou para fora todo o tipo de coisas divertidas e malucas que o traje fez" para incluir no traje de Homecoming. Os lançadores de teia do Homem-Aranha têm várias configurações, o que Carroll explicou: ",ele pode ajustar seu jato (de teia) e ele pode até aleternar entre diferentes estilos de teia, como uma linha de teia, bola de teia, teia que ricocheteia. Você sabe, todas as coisas que podemos vê-lo fazer nos quadrinhos ... É tipo uma câmera DSLR. Ele pode disparar sem ou ele pode esperar um segundo, mirar direito e escolher que tipo de teia disparar."

### Filmagens
As filmagens começaram em 20 de junho de 2016, em Pinewood Atlanta Studios em Condado de Fayette, Geórgia, sob o título de produção Summer of George. Salvatore Totino atuou como diretor de fotografia. As filmagens também ocorreram na Grady High School em Atlanta, Downtown Atlanta, Atlanta Marriott Marquis, Parque Piedmont, Georgia World Congress Center e o bairro West End de Atlanta. Holland disse que construir sets de Nova York em Atlanta era mais barato do que realmente filmar em Nova York, uma localização intimamente associada ao personagem, embora a produção pudesse "acabar [em Nova York] por uma semana ou duas." A escolha de elenco continuou após o início da produção, com a inclusão de Isabella Amara, Jorge Lendeborg Jr., JJ Totah, Hannibal Buress, Selenis Leyva, Abraham Attah, Michael Mando, Tyne Daly, Garcelle Beauvais, Tiffany Espensen e Angourie Rice em papéis não especificados, com Bokeem Woodbine se juntando como um vilão adicional.
Na San Diego Comic-Con International 2016, Marvel confirmou as escalações de Keaton, Zendaya, Glover, Harrier, Revolori, Daly e Woodbine, ao mesmo tempo que revelava os papéis de Zendaya, Harrier e Revolori como Michelle, Liz Allan e Thompson, respectivamente, e anunciando a escalação de Jacob Batalon como Ned. Também foi revelado que o Abutre seria o vilão do filme, enquanto as equipes de escrita de Watts e Christopher Ford, e Chris McKenna e Erik Sommers, se juntaram a Goldstein e Daley escrevendo o roteiro da história de Goldstein e Daley. Watts elogiou o roteiro de Goldstein e Daley como "realmente divertido e engraçado", com ele e Ford, amigos íntimos desde a infância, depois reescrevendo o roteiro com base em ideias específicas que Watts tinha e coisas que ele queria filmar, que ele disse que era um "passe estrutural bastante substancial, reorganizando as coisas e construindo isso no tipo de história que queríamos que fosse." McKenna e Sommers juntaram-se ao filme para lidar com as mudanças no roteiro durante as filmagens, como "é tudo um pouco flexível quando você começa a definir. Você tenta resolver as coisas e você precisa de alguém para estar escrevendo enquanto está filmando."
Harrier observou que os jovens atores do filme "constantemente se referem a nós mesmos como The Breakfast Club." Pouco depois, Martha Kelly se juntou ao elenco em um papel não especificado. Em agosto, Michael Chernus foi lançado como Phineas Mason / Consertador, Enquanto Jona Xiao se juntou ao elenco em um papel não especificado, e Buress disse que estava interpretando um professor de ginástica. Em setembro de 2016, Jon Favreau estava reprisando seu papel como Happy Hogan da trilogia Homem de Ferro, e as filmagens concluiram em Atlanta e se mudaram para Nova York. Locais em Nova York incluem Astoria, Queens, St. George, Staten Island, Manhattan, e Franklin K. Lane High School no Brooklyn. Além disso, o lutador de UFC, Tyron Woodley, disse ter sido considerado para um papel vilão no filme, mas teve que abandonar devido a um compromisso anterior com a Fox Sports. As filmagens finalizaram em 2 de outubro de 2016, em Nova York, com algumas filmagens adicionais ocorrendo no final do mês em Berlim, na Alemanha, perto do Portão de Brandemburgo.

### Pós-produção
Em novembro de 2016, Feige confirmou que Keaton interpretaria o Abutre, a encarnação de Adrian Toomes do personagem, enquanto Woodbine foi revelado como Herman Schultz / Shocker. Em março de 2017, Harrier disse que o filme estava passando por refilmagens, e Evans estava programado para aparecer como Steve Rogers / Capitão América em um vídeo de treinamento instrucional. Watts se inspirou no programa "The President's Fitness Challenge" para isso, sentindo que o Capitão América seria a versão óbvia disso para o UCM. Ele então começou a fazer um brainstorming de outros anúncios de serviço público, protagonizados pelo Capitão América, "sobre tudo, [como] escovar os dentes. Tudo o que você possa imaginar, colocamos o pobre Capitão América pra fazer." Watts disse que muitos dos vídeos adicionais de PSA seriam apresentados na mídia doméstica do filme. Watts confirmou que a empresa que Stark cria que leva Toomes a seu caminho vilanesco no filme é a Controle de Danos, que Watts sentiu que "apenas se encaixava na nossa filosofia geral com o tipo de história que queríamos contar" e criou muitas perguntas práticas que Watts queria usar "para dirigir a história". Ele também confirmou que o filme teria várias cenas pós-créditos. A primeira cena de créditos dá ao Abutre uma chance de redenção, mostrando ele protegendo Parker de outro vilão. Watts disse que isso "foi uma coisa realmente interessante no desenvolvimento da história. Você não podia simplesmente confiar na ideia de que um vilão é um completo assassino e que ele vá matar um grupo de pessoas. Ele teve que se deparar com alguma capacidade no final e que ele acredita em tudo o que ele disse, especialmente sobre sua família." A segunda cena pós-créditos é um vídeo instrucional adicional do Capitão América, onde ele fala sobre o valor da paciência—uma piada à custa do público, que acabaram esperando pelos créditos do filme para ver a cena. Esta foi uma "adição de última hora" ao filme.
Watts completou o trabalho em Homecoming no início de junho de 2017, aprovando as últimas cenas de efeitos visuais. Ele afirmou que ele nunca foi informado pela Marvel ou Sony de que ele não poderia fazer algo, dizendo, "Você assume que você terá que lutar por cada coisa que você quer fazer, mas na verdade eu nunca me dediquei a isso. Eu cheguei a fazer tudo o que eu queria." Naquele mês, Starr explicou que ele estava interpretando o treinador acadêmico do Decathlon na escola secundária de Parker, e foi dito que Marshall-Green estava interpretando outro Shocker no filme.
Em julho, Feige discutiu momentos específicos no filme, incluindo uma homenagem a The Amazing Spider-Man #33, onde Parker está preso embaixo de escombros, algo que Feige "queria ver em um filme há muito tempo." Daley disse que eles adicionaram a cena ao roteiro por causa de quanto Feige queria e explicou: Temos [Parker] incapacitado e com receio, nesse momento você entende que ele é uma criança. Você sente o lado dele. E ele fica lá, gritando e chorando por uma ajuda, ele acha que não consegue fazer isso, e ai ... ele entende que o seu maior problema é esse. Ele não confia em si mesmo, ele não acredita que vai conseguir sair dali." Feige comparou a cena final do filme, onde Parker revela acidentalmente que ele é o Homem-Aranha para sua Tia May, com o final de Homem de Ferro quando Stark revela que ele é o Homem de Ferro para o mundo, dizendo: "o que isso significa para o próximo Filme? Não sei, mas isso nos forçará a fazer algo único." Goldstein acrescentou que "diminui o que é muitas vezes a parte mais trivial do mundo dos super-heróis: esconder seu segredo. Isso tira a ênfase desse momento e a deixa fazer parte do que é realmente sua vida." Feige também falou sobre a revelação do filme de que o Abutre é o pai do interesse amoroso de Parker, dizendo: "Se isso não funcionasse, o filme não funcionou. Trabalhamos para trás e para frente a partir desse momento. Era como dois filmes - Foi o filme até então e o filme depois desse momento. Por ter tido que surpreendê-lo, mas também tinha que ser verdade. Tinha que acreditar que o fizéssemos para que você o comprasse, e ele não parece ser algo fora do campo esquerdo. Esse é um ótimo momento e nós não soubemos até mostrarmos ao público que isso funcionaria." Watts disse que a cena da revelação e as seguintes interações entre o Abutre e Parker eram "mais do que qualquer outra coisa, estava ansioso para a cena", Goldstein disse que a cena após a revelação, onde o Abutre percebe que Parker é o Homem-Aranha enquanto o conduzia à dança da escola, era o momento em que ele estava mais orgulhoso no filme, e Daley disse que o efeito da cena no público era o equivalente dramático de uma plateia rindo de uma piada que eles haviam escrito. Ele acrescentou que os escritores ficaram "aturdidos quando surgimos pela primeira vez", porque está tomando a óbvia tensão de conhecer o pai da garota em que você se apaixona, e multiplicando-o por 1.000, quando também percebe que ele é o cara que você tentou parar o tempo todo.

### Efeitos visuais
Os efeitos visuais para o filme foram completados pela Sony Pictures Imageworks, Method Studios, Luma Pictures, Digital Domain, Cantina Creative, Iloura, Trixter e Industrial Light & Magic. A produtora executiva Victoria Alonso inicialmente não queria que o Imageworks, que trabalhava em todos os filmes anteriores do Homem-Aranha, trabalhasse no Homecoming para ter um visual diferente. Ela finalmente mudou de ideia depois de ver o material de teste "fenomenal" do vendedor. O domínio digital trabalhou na batalha de Staten Island Ferry, criando as versões CGI do Homem-Aranha e o primeiro traje de abutre, Homem de Ferro e o drone do emblema do Homem-Aranha. O Digital Domain conseguiu criar um verdadeiro Staten Island Ferry, bem como a versão criada no set, para ajudar na criação de sua versão digital. Eles também criaram o traje do Homem de Ferro para quando ele confronta Parker após a batalha. Lou Pecora, supervisor de efeitos visuais no Digital Domain, chamou essa sequência de "brutal" porque "da forma como foram filmados, estava acesa para um certo momento do dia, e depois foi decidido mudar essa hora do dia." A Sony Pictures Imageworks criou grande parte do terceiro ato do filme, quando Parker enfrenta Toomes no avião com seu traje de abutre atualizado e quando Toomes esta com seu traje caseiro. Alguns elementos do primeiro traje do Abutre foram compartilhados com o Imageworks, mas o restante foi criado por eles com base em uma maquete. Para a capacidade de cloaking do avião, a Imageworks baseou o que criaram no sistema de camuflagem de tanques de camuflagem Adaptiv IR do sistema de BAE , que usa uma série de títulos para cobrir contra infravermelhos. Para o seu design web, que se baseou naquele criado para a Guerra Civil, o Domínio Digital referiu o cabelo do urso polar devido à sua natureza translúcida. A Imageworks, que também olhou para a Guerra Civil, referenciaram as webs que criaram para os filmes do Homem-Aranha anteriores, nos quais as webs tinham farpas pequenas que ajudavam a se conectar às coisas, discando as farpas e fazendo referência aos outros projetos de web criados para o filme. A Method Studios trabalhou na sequência do Monumento a Washington.
O Trixter contribuiu com mais de 300 tiros para o filme, trabalhando na sequência de abertura que recontou os eventos da Guerra Civil da perspectiva de Peter Parker, a cena na abertura no Grand Central Terminal, uma seqüência em que Toomes traz Liz e Parker para a dança, a batalha escolar entre Parker e Shocker, e a cena ao redor e dentro do compositor dos Avengers. Eles também trabalharam em ambos os trajes do Homem-Aranha e o traçador de aranha. O Trixter criou trabalhadores de resgate adicionais para preencher a cena do Grand Central, cujas roupas e proporções podiam ser alteradas para criar variação. Para a batalha entre Parker e Shocker, o Trixter usou um Homem-Aranha totalmente digital em seu traje caseiro, que veio da Imageworks, com o Trixter aplicando um sistema de manipulação, músculo e tecido para "imitar a aparência do fato de treinar bastante perder". Eles também criaram os efeitos para as luvas do Schultz e tiveram que mudar a configuração do conjunto de Atlanta para Queens, usando uma escola CGI e adicionando 360 graus de pinturas mate para os elementos de distância média a distância.O Trixter recebeu arte conceitual e geometria básica que foi usada anteriormente para o composto Avengers, mas acabou por remodelá-la pela maneira como ela aparece em Homecoming e criou o ambiente ao seu redor. Modelos e texturas para o traje Spider-Man's Avengers foram criados pela Framestore para uso em um futuro filme do UCM, para adicionar ao cofre que eles criaram para abrigar o traje. O supervisor do Trixter VFX, Dominik Zimmerle, observou que "a ideia era ter um cofre de apresentação limpo, de alta tecnologia e de apresentação para o novo terno. Ele deveria aparecer com distintivo "Stark".

## Música
Enquanto promovia Doutor Estranho no início de novembro de 2016, Feige acidentalmente revelou que Michael Giacchino, que compôs a música para esse filme, também estaria compondo a trilha de Homecoming. Giacchino logo confirmou isso. A gravação da trilha sonora começou em 11 de abril de 2017. A trilha inclui o tema da série de desenhos animados dos anos 60. A trilha sonora foi lançado pela Sony Masterworks em 7 de julho de 2017.

## Lançamento

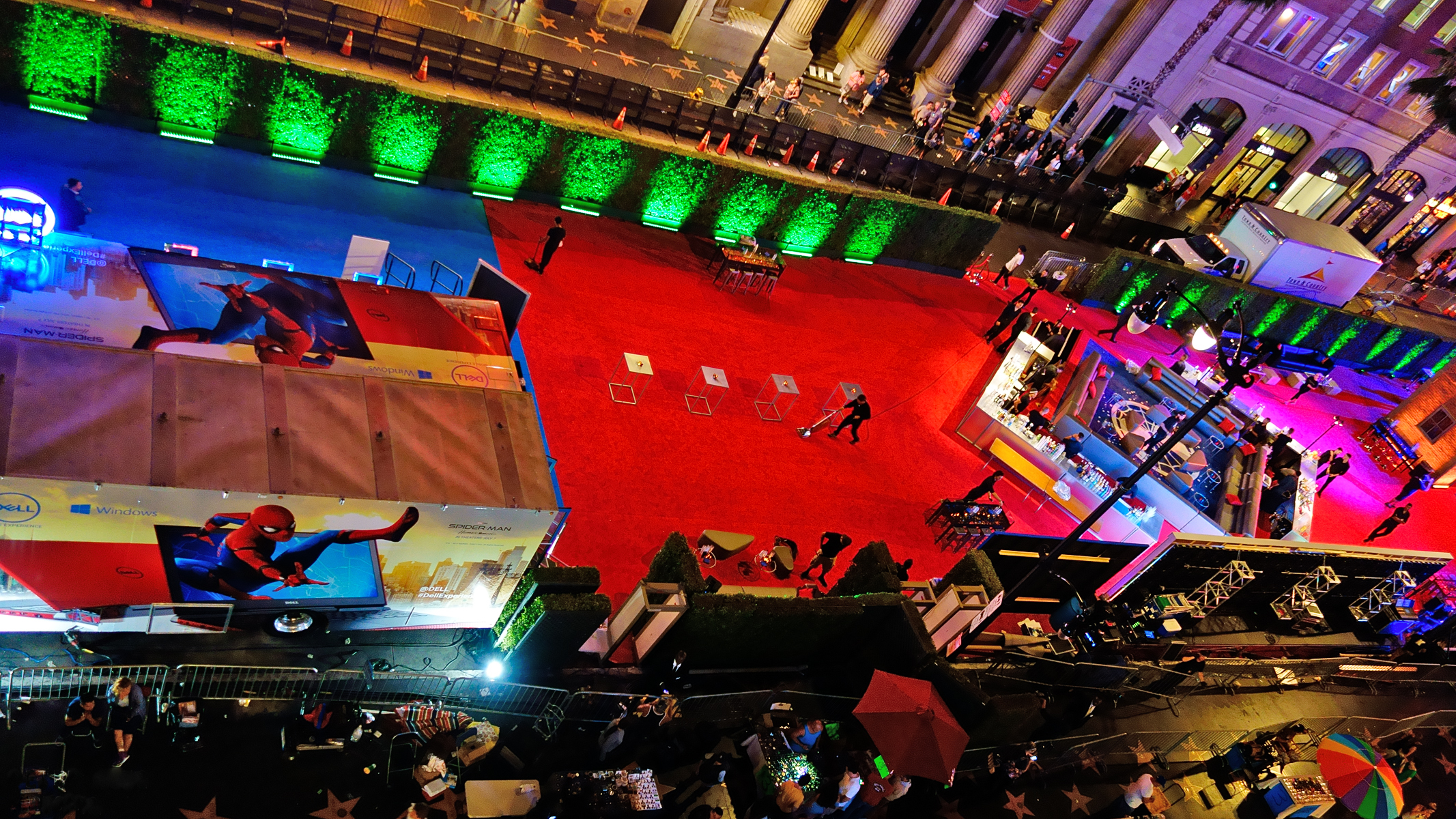
A estreia mundial de Spider-Man Homecoming no TCL Chinese Theatre.

Spider-Man: Homecoming realizou sua estreia mundial no TCL Chinese Theatre em Hollywood em 28 de junho de 2017. No Reino Unido foi lançado em 5 de julho de 2017. No mercado internacional, Homecoming estreou em 6 de julho de 2017, com 23.400 telas (277 das quais foram IMAX) em 56 mercados para o fim de semana de abertura. Em Portugal e no Brasil, o filme também foi lançado nesse mesmo dia. O filme foi lançado nos Estados Unidos em 7 de julho de 2017, em 4.348 cinemas (392 foram IMAX e IMAX 3D, e 601 foram de formato grande premium), incluindo exibições em 3D. O lançamento foi originalmente previsto para ser lançado em 28 de julho de 2017.

### Marketing
Watts, Holland, Batalon, Harrier, Revolori e Zendaya apareceram na San Diego Comic-Con 2016 para mostrar um clipe exclusivo do filme. O filme teve um painel na Comic Con Experience 2016, em São Paulo.
O primeiro trailer estreou no Jimmy Kimmel Live! em 8 de dezembro de 2016, e foi lançado online ao lado de uma versão internacional. As cenas do Abutre descendo em um átrio de um hotel e o Homem-Aranha balançando com Homem de Ferro voando ao lado dele foram criadas especificamente para o trailer e não para o filme. Watts explicou que a cena do Abutre foi criada para a San Diego Comic-Con antes que grande parte do filme tenha sido filmada, e "nunca foi feita para estar no filme", mas ele conseguiu reutilizar o mesmo ângulo para revelar o Abutre no filme. A cena do Homem-Aranha e o Homem de Ferro foi criada porque a equipe de marketing queria uma cena dos dois juntos e as cenas existentes para o filme "simplesmente não pareciam ótimas", nessa ocasião. Watts comentou, "Acho estranho ter uma cena no trailer que não está no filme, mas pelo menos é uma cena legal." Os dois trailers foram vistos mais de 266 milhões de vezes globalmente em uma semana.
Em 28 de março de 2017, um segundo trailer estreou após ser exibido na CinemaCon 2017 na noite anterior.
 O trailer de Homecoming ficou em segundo lugar da semana de 20 a 26 de março em novas conversas (85,859) atrás de Liga da Justiça (201,267), de acordo com o serviço PreAct da comScore, que é "um serviço de rastreamento que utiliza dados sociais para criar o contexto do papel em constante evolução do comunicação digital sobre filmes." Um clipe exclusivo do filme foi visto durante o 2017 MTV Movie & TV Awards. Em 24 de maio de 2017, a Sony e a Marvel lançaram um terceiro trailer doméstico e internacional. Após o lançamento dos trailers, o comScore e seu serviço PreAct notaram que Homecoming foi o maior filme para novas conversas de mídia social, naquela semana e na semana de 29 de maio. Juntamente com o lançamento dos terceiro trailer, foram publicados pôsters nacionais e internacionais.
Sony fez parceria com a ESPN CreativeWorks para criar anúncios de televisão promocionais para Homecoming e as finais da NBA de 2017, que foram filmados por Watts. Os anúncios foram feitos para "tecer em um destaque do jogo apenas momentos" depois que ocorreu. As promos teve Holland, Downey Jr. e Favreau reprisando seus papéis do filme, com aparições de Stan Lee, DJ Khaled, Tim Duncan, Magic Johnson e Cari Champion. Durante junho e julho de 2017, um café inspirado em Homecoming foi aberto no complexo Roppongi Hills, em Tóquio, oferecendo "comidas e bebidas temáticas, incluindo um Spider Curry, Spider Sense Latte e uma bebida doce e refrescante Strawberry Spider Squash", assim como um adesivo grátis e de edição limitada com qualquer compra.
Para a semana que terminou em 11 de junho, comScore e seu serviço PreAct notaram que as novas conversas de mídia social para o filme eram apenas oPantera Negra e seu novo trailer; Homecoming foi então o filme número um nas próximas duas semanas. Naquele mês, a Sony lançou uma aplicativo móvel que permite aos usuários "acessar" o celular de Parker e "visualizar suas fotos, vídeos, mensagens de texto e ouvir mensagens de voz de seus amigos". O aplicativo também forneceu um "AR Suit Explorer" para aprender mais sobre a tecnologia no traje do Homem-Aranha e usar filtros de fotos, GIFs e adesivos do personagem. Sony e Dave & Buster também anunciaram um jogo arcade baseado no filme, jogável exclusivamente nos locais de Dave & Buster. Uma história em quadrinhos, Spider-Man: Homecoming Prelude, foi lançada em 20 de junho de 2017, coletando duas edições. Em 28 de junho, em parceria com a Thinkmodo, foi divulgada uma brincadeira promocional no qual o Homem-Aranha (dublê Chris Silcox) caiu do teto em uma cafeteria para assustar os clientes; o video também apresentou uma aparição do Lee. A Sony também fez parceria com o aplicativo móvel Holo para permitir que usuários adicionem hologramas 3D do Homem-Aranha, com a voz e as linhas de Holland do filme, para fotos e vídeos do mundo real. Antes do final de junho, Spider-Man: Homecoming—Virtual Reality Experience foi lançado gratuitamente no PlayStation VR, Oculus Rift e HTC Vive, produzido pela Sony Pictures VR e desenvolvido pela CreateVR. A experiência de realidade virtual permite que os usuários experimentem sentir como é ser o Homem-Aranha, com a habilidade de atingir alvos com seus lançadores de teia e enfrentar o Abutre. Também foi disponível em determinados cinemas do Cinemark nos Estados Unidos e na exposição comercial CineEurope em Barcelona.
Antes do lançamento do filme, para a semana que terminou em 2 de julho, o filme foi o melhor filme pela terceira semana consecutiva para novas conversas de redes sociais, de acordo com a comScore, que também observou que Spider-Man: Homecoming havia produzido um total de 2,67 Milhões de conversas até à data. A campanha de marketing do filme também incluiu promoções com Audi e Dell (ambos também tiveram colocação de produtos dentro do filme), Pizza Hut, General Mills, Synchrony Bank, Movietickets.com, Goodwill, Baskin Robbins, Dunkin' Donuts, Danone Waters, Panasonic Batteries, M&M, Mondelez, Asus, Bimbo, Jetstar, KEF, Kellogg’s, Lieferheld, Pepsico, Plus, Roady, Snickers, Sony Mobile, Oppo, Optus e Doritos. Tal como aconteceu com a campanha da ESPN das finais da NBA, Watts dirigiu um comercial para o marketing da Dell, que obteve 2,8 milhões de visualizações online.

## Recepção

### Bilheteria
Spider-Man: Homecoming arrecadou US$ 334,2 milhões nos Estados Unidos e no Canadá e US$ 546 milhões em outros territórios, num total mundial de US$ 880,2 milhões. O filme teve a segunda maior abertura global em IMAX para um filme da Sony com US$ 18 milhões. Em maio de 2017, uma pesquisa da Fandango indicou que Homecoming foi o segundo blockbuster de verão mais esperado atrás de Mulher-Maravilha.
Spider-Man: Homecoming ganhou US$ 50,9 milhões em seu dia de abertura nos Estados Unidos e no Canadá (incluindo US$ 15,4 milhões das visualizações de quinta-feira á noite), e teve um fim de semana total bruto de US$ 117 milhões. Foi a segunda maior abertura para um filme do Homem-Aranha e um filme da Sony, após a estreia de US$ 151,1 milhões de Homem Aranha 3 em 2007. Em seu segundo fim de semana, o filme caiu para o segundo lugar, ficando atrás de Planeta dos Macacos: A Guerra, que ganhou US $ 45,2 milhões, uma queda de 61% no lucro, que foi semelhante aos declínios de The Amazing Spider-Man 2 e Homem-Aranha 3 tiveram nos seus dois fins de semana. Além disso, Homecoming chegou a US $ 208,3 milhões, o que ultrapassou o produto interno bruto total de The Amazing Spider-Man 2 ($ 202,9 milhões). O filme caiu para o terceiro lugar no terceiro fim de semana. No final de de semana seguinte, o Homecoming terminou em sexto, e terminou em sétimo nos cinco finais de semana seguintes. Até 3 de setembro de 2017, o filme ganhou US $ 325,1 milhões, superando o valor projetado de US $ 325 milhões para o total bruto nacional.
Fora dos Estados Unidos e do Canadá, Spider-Man: Homecoming ganhou US$ 140,5 milhões no fim de semana de abertura dos 56 mercados em que abriu, com o filme se tornando o número um em 50 deles. Os US$ 140,5 milhões foram a maior abertura para um filme do Homem-Aranha, com base no mesmo número de mercados e as taxas de câmbio de 2017. A Coreia do Sul teve o maior dia de abertura de quarta-feira, que contribuiu para uma abertura de US$ 25,4 milhões em cinco dias, a terceira maior abertura de um filme de Hollywood. O Brasil teve o maior dia de abertura de julho de todos os tempos, com US$ 2 milhões, levando a um final de semana de abertura de US$ 8,9 milhões. Os US$ 7 milhões obtidos das exibições IMAX foram a maior abertura de todos os tempos para um filme da Sony internacionalmente. Em seu segundo fim de semana, o filme abriu na França em primeiro lugar e na segunda colocação na Alemanha. Ganhou US $ 11,9 milhões adicionais na Coreia do Sul, para levar seu total no país para US $ 42,2 milhões. Isso fez de Homecoming o maior filme do Homem-Aranha e o melhor filme de Hollywood de 2017 no país. O Brasil contribuiu com US $ 5,7 milhões adicionais, para um total de US $ 19,4 milhões do país, que também foi o maior do filme do Homem-Aranha.
O terceiro fim de semana do filme na região da América Latina estabeleceu um recorde com o filme do Homem-Aranha de maior bilheteria de todos os tempos, com uma região total de US $ 77,4 milhões. O Brasil manteve-se o principal mercado de arrecadação para a região, com US $ 25,7 milhões. Na Coreia do Sul, o filme tornou-se o 10º lançamento internacional de maior bilheteria de todos os tempos. Spider-Man: Homecoming abriu-se em primeiro lugar na Espanha no quarto fim de semana. No seu sexto fim de semana, o filme abriu no primeiro lugar no Japão, com US $ 770 mil do IMAX, o quarto maior fim de semana IMAX para um filme da Marvel no país. O filme abriu no primeiro lugar na China em 8 de setembro de 2017, arrecadando US $ 23 milhões em seu dia de abertura, incluindo as prévias de quinta-feira, tornando-se o terceiro maior dia de abertura de um filme de Universo Cinematográfico Marvel, atrás de Vingadores: A Era de Ultron e Capitão América: Guerra Civil, e o maior dia de abertura bruto para um filme da Sony no país. Em 10 de setembro de 2017, os maiores mercados do filme foram a China (US $ 70,8 milhões), Coreia do Sul (US $ 51,4 milhões) e o Reino Unido (US $ 34,8 milhões).

### Crítica

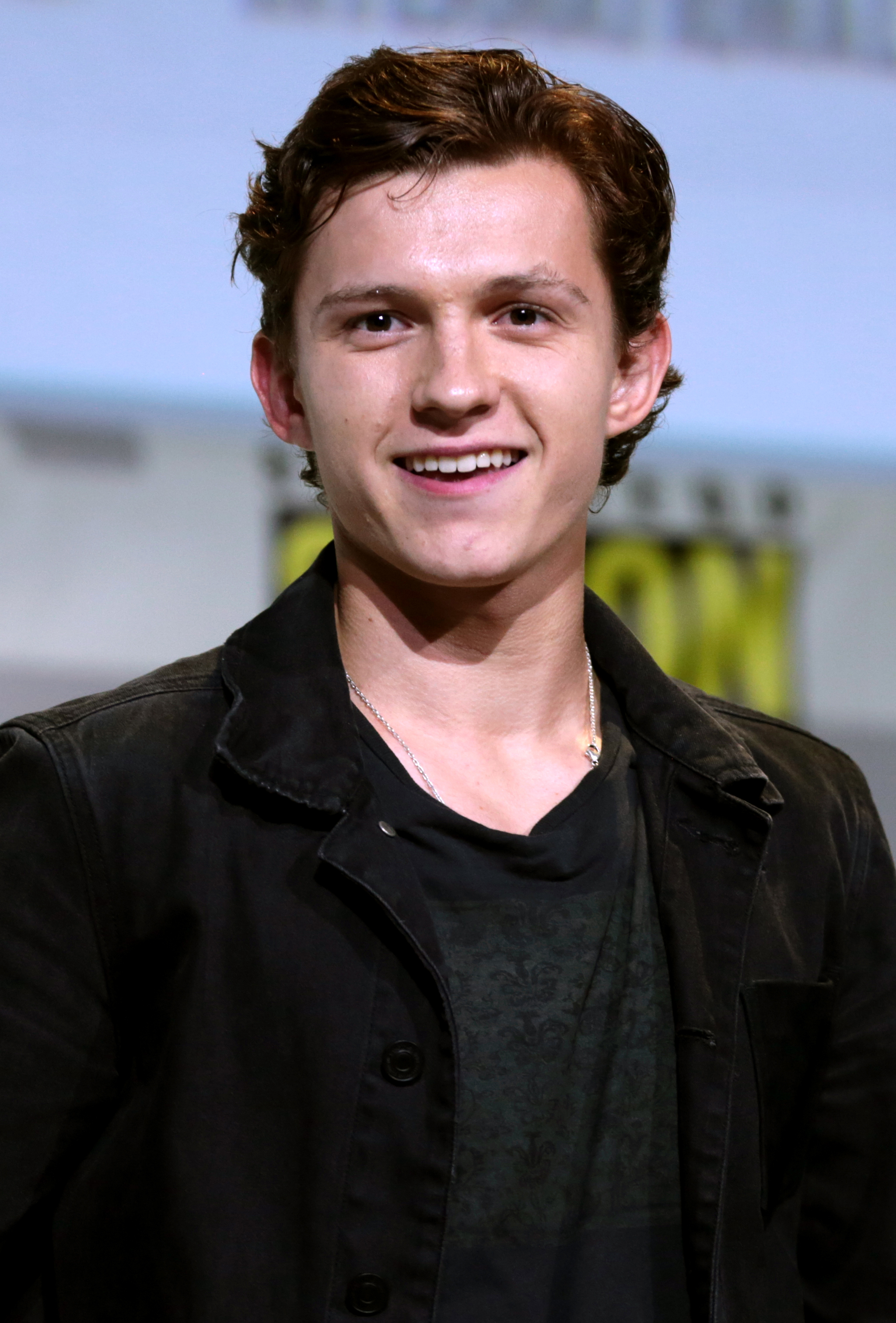
Tom Holland obteve muitos elogios por seu desempenho como Homem-Aranha, apesar da desconfiança com que a notícia da sua escolha fora recebida

O filme recebeu avaliações positivas da crítica. Críticos em geral, elogiaram o desempenho de Holland, Keaton, o humor e os efeitos visuais da obra. No Rotten Tomatoes, o filme tem uma aprovação de 92%, com base em 276 resenhas, com uma nota média de 7.6/10. O consenso crítico no site diz: "Spider-Man: Homecoming faz o que quer que seja um segundo reboot, oferecendo uma aventura colorida e divertida que se encaixa confortavelmente no largo UCM sem ficar preso na construção de franquias." No Metacritic, o filme tem uma pontuação de 73 em 100, com base em 51 resenhas, indicando "críticas geralmente favoráveis".
Owen Gleiberman, da Variety, disse: "A ação de vôo tem uma flutuabilidade casual e o filme faz com que você rooteie para Peter. O apelo deste particular Garoto-Aranha é muito básico: em sua tentativa de valor, ele continua caindo e ele continua se levantando." Mike Ryan, do Uproxx, elogiou o tom e as performances do filme, escrevendo: "Spider-Man: Homecoming é o melhor filme do Homem-Aranha até agora. Isso vem com uma advertência que Spider-Man: Homecoming e Homem-Aranha 2 são diferentes e os dois são ótimos. Mas, tonalmente, eu simplesmente adoro essa encarnação de um Peter Parker que simplesmente ama ser o Homem-Aranha." Manohla Dargis, do The New York Times, declarou: "Holland parece e soa mais um adolescente do que os atores que já se adaptaram a esta série, e ele tem o bom elenco de apoio que inclui Jacob Batalon como o melhor amigo de Peter. Outro boa companhia inclui Donald Glover, como um criminoso, e Martin Starr, que desempenha o papel de um professor." Richard Roeper, do Chicago Sun-Times, escreveu: "A melhor coisa sobre Spider-Man: Homecoming é que o Aranha ainda é mais do que um homem. Mesmo com seus superpoderes em ascensão, ele ainda tem impaciência, estranheza, paixão, a incerteza e às vezes a ambição perigosa de um adolescente ainda tentando descobrir este mundo." Kenneth Turan, do Los Angeles Times, deu ao filme uma revisão "mista", chamando o desempenho de Michael Keaton como o Abutre "um dos vilões mais fortes e simpatizantes de toda a série", mas criticando a direção de Jon Watts como "orquestrada de forma desigual".
Por outro lado, John DeFore, do The Hollywood Reporter, achou que o filme foi "ocasionalmente excitante, mas muitas vezes frustrante". Robbie Collin, do The Daily Telegraph, disse: "Um pouco do novo Homem-Aranha foi um excitantemente longo caminho em Capitão América: Guerra Civil no ano passado. Mas muito dele não vai a lugar nenhum nesta aventura solo preguiçosa e sem vida." Mick LaSalle, do San Francisco Chronicle, afirmou que "o filme não abre novos caminhos". Ele também achou que as as sequências de ação não cumpriram a intenção que elas tinham de "serem emocionantes—como uma batalha épica na Balsa de Staten Island ... mas satisfaz na competência delas."

## Prêmios e nomeações
| Ano  | Prêmio                              | Categoria                                            | Indicados              | Resultado | Notas           |
| ---- | ----------------------------------- | ---------------------------------------------------- | ---------------------- | --------- | --------------- |
| 2017 | Teen Choice Award 2017              | Revelação em um Filme                                | Tom Holland            | Indicado  | [ 224 ]         |
| 2017 | Teen Choice Award 2017              | Revelação em um Filme                                | Zendaya                | Indicado  | [ 224 ]         |
| 2017 | Teen Choice Award 2017              | Escolha de Filme do Verão                            | Spider-Man: Homecoming | Venceu    | [ 224 ]         |
| 2017 | Teen Choice Award 2017              | Melhor Ator do Verão                                 | Tom Holland            | Venceu    | [ 224 ]         |
| 2017 | Teen Choice Award 2017              | Melhor Atriz do Verão                                | Zendaya                | Venceu    | [ 224 ]         |
| 2017 | Washington D.C. Film Critics Awards | Joe Barber Award de Melhor Retrato de Washington, DC | Spider-Man: Homecoming | Indicado  | [ 225 ]         |
| 2018 | Kids Choice Awards                  | Filme favorito                                       | Spider-Man: Homecoming | Indicado  | [ 226 ]         |
| 2018 | Kids Choice Awards                  | Atriz de filme favorita                              | Zendaya                | Venceu    | [ 226 ]         |
| 2018 | Saturn Awards                       | Melhor lançamento de filme em quadrinhos             | Spider-Man: Homecoming | Indicado  | [ 227 ] [ 228 ] |
| 2018 | Saturn Awards                       | Melhor Ator Coadjuvante em um Filme                  | Michael Keaton         | Indicado  | [ 227 ] [ 228 ] |
| 2018 | Saturn Awards                       | Melhor performance de um ator mais jovem em um filme | Tom Holland            | Venceu    | [ 227 ] [ 228 ] |
| 2018 | Saturn Awards                       | Melhor performance de um ator mais jovem em um filme | Zendaya                | Indicado  | [ 227 ] [ 228 ] |

1. ↑  Também por seu trabalho em The Greatest Showman.

## Sequência

### Spider-Man: Far From Home(2019)
Spider-Man: Far From Home foi lançado em 2 de julho de 2019. Watts voltou a dirigir, a partir de um roteiro de McKenna e Sommers. Holland, Zendaya, Tomei e Batalon reprisam seus papéis, com Jake Gyllenhaal ingressando como Mystério. Samuel L. Jackson e Cobie Smulders também reprisaram seus papéis como Nick Fury e Maria Hill dos filmes anterior do MCU, respectivamente.

### Spider-Man: No Way Home (2021)
Em setembro de 2019, a Marvel Studios e a Sony Pictures anunciaram a produção de um terceiro filme, após um impasse entre as duas empresas durante as negociações. O terceiro filme está programado para ser lançado em 16 de julho de 2021, com Holland voltando a estrelar. Na época, Watts entrou em negociações finais para retornar como diretor. Foi confirmado que Zendaya retornaria para a sequencia em outubro de 2019.